# Richardson-Extrapolation
Das Verfahren der Richardson-Extrapolation wurde von Lewis Fry Richardson (1881–1953) entwickelt. Es kann angewendet werden, wenn man bei der numerischen Lösung eines Problems aufgrund zweier verschiedener Diskretisierungen (mit den Schrittweiten {\displaystyle h_{u}} und {\displaystyle h_{g}}) die Näherungen {\displaystyle U_{u}} und {\displaystyle U_{g}} für ein Problem hat, und diese Näherungen mit einem Verfahren {\displaystyle p}-ter Ordnung berechnet worden sind.
Sind diese Voraussetzungen erfüllt, so ist die Extrapolation
{\displaystyle U_{R}={\frac {U_{u}-U_{g}\left({\frac {h_{u}}{h_{g}}}\right)^{p}}{1-\left({\frac {h_{u}}{h_{g}}}\right)^{p}}}=U_{g}+{\frac {U_{u}-U_{g}}{1-\left({\frac {h_{u}}{h_{g}}}\right)^{p}}}}
eine bessere Näherung für das Ergebnis.
Sie wird zum Beispiel bei der Romberg-Integration angewendet. Die Methode wurde vor Richardson schon durch Takebe Katahiro bei seiner Berechnung von Pi verwandt (1723).